# Trisetum mexicanum
Trisetum mexicanum är en gräsart som först beskrevs av Jason Richard Swallen, och fick sitt nu gällande namn av Stephen D. Koch. Trisetum mexicanum ingår i släktet glanshavren, och familjen gräs. Inga underarter finns listade i Catalogue of Life.